# 罗德里戈·博尔哈·塞瓦略斯
罗德里戈·博尔哈·塞瓦略斯（西班牙語：Rodrigo Borja Cevallos；1935年6月19日—）是厄瓜多爾總統。
1977年11月，博尔哈组建民主左翼黨。1978年、1984年两次参选失败。1988年，赢得大选，成为总统。
据称他是教宗亞歷山大六世的直系後裔。
| 前任： 莱昂·费夫雷斯-科尔德罗 | 厄瓜多尔总统 1988年—1992年 | 繼任： 西斯托·阿方索·杜蘭-巴連 |